# Nāḩiyat Brummānat al Mashāyikh
Nāḩiyat Brummānat al Mashāyikh (arabiska: ناحية برمانة المشايخ) är ett subdistrikt i Syrien.   Det ligger i provinsen Tartus, i den västra delen av landet, 170 km norr om huvudstaden Damaskus.
Trakten runt Nāḩiyat Brummānat al Mashāyikh består till största delen av jordbruksmark. Runt Nāḩiyat Brummānat al Mashāyikh är det tätbefolkat, med 459 invånare per kvadratkilometer.